# Muscotah
Muscotah – miasto położone w hrabstwie Atchison.